# 斗六新興宮
斗六新興宮，位於台灣雲林縣斗六市的一間媽祖廟，為斗六市四大媽祖廟之一，創立於清嘉慶元年前（西元一七九六年前），當時主祀神農大帝，現在殿內主神為天上聖母，當地信眾稱「斗六媽」、「斗六媽祖」、「開基斗六媽」。
嘉慶元年（1796年），有高僧自湄洲媽祖廟迎請媽祖神像來宮奉祀。道光二十八年（1848年），沈長盛倡捐修建新興宮，咸豐年間士民捐資重修。宣統三年（1911年）由地方士紳吳貫世、吳盛金倡導捐獻重修，於日治大正六年（1917年）重修一次。昭和三年（1928年）六月復由再度重修，奉祀天上聖母。昭和十二年（1937年），日本人推行皇民化運動，將原建於斗六街頭奉祀天上聖母之媽祖廟焚毀，新興宮因設有夜間學堂，在地方士紳陳情下未被拆除。信徒將神像移至草嶺，於風波過後迎回奉祀。自此新興宮成為斗六地區媽祖信仰中心。